# PEN Club de Brasil
El PEN Club de Brasil (PEN Clube do Brasil) es una organización de escritores fundada en la ciudad de Río de Janeiro el 2 de abril de 1936. El acrónimo «P.E.N.» significa «Poesía, Ensayo y Novela» (o «Poetas, Ensayistas y Novelistas»), al tiempo que la palabra inglesa «pen» cumple la misma función que la española «pluma» en cuanto designa ésta el instrumento del escritor. La organización es parte del PEN Club Internacional, y tiene una relación lingüística con su correspondiente de Portugal: el PEN Club Portugués y con el PEN Club Internacional.
Los miembros del club están comprometidos con la defensa de la libertad de expresión, de los derechos humanos y de los valores humanistas.
El PEN Club de Brasil fue fundado por el dramaturgo y novelista Cláudio de Sousa, y ha tenido o ha establecido filiales en la literatura brasileña como: João Guimarães Rosa, Manuel Bandeira, Carlos Drummond de Andrade, Austregésilo de Athayde, Carlos Heitor Cony, José Mindlin, José Sarney (expresidente de Brasil), João Ubaldo Ribeiro, Paulo Coelho y Nélida Piñón, entre otros.